# Piotr Jeżowski
Piotr Jeżowski (ur. 1948) – doktor habilitowany nauk ekonomicznych, pracownik Zakładu Ekonomii Środowiska i Zasobów Naturalnych, Katedra Rozwoju Regionalnego i Przestrzennego Szkoły Głównej Handlowej w Warszawie. 

## Życiorys
Studia w Szkole Głównej Planowania i Statystyki (obecnie SGH) ukończył w 1970 r. 21 czerwca 1979 r. obronił pracę doktorską pt. Kształtowanie opłat taryfowych w przemyśle gazowniczym. 8 maja 1992 r. otrzymał stopień doktora habilitowanego za pracę Taryfy opłat na energetycznym rynku gospodarstw domowych.

## Nagrody i odznaczenia
- 2014 Nagroda Rektora SGH w dziedzinie działalności naukowej za monografię "Gospodarka regionalna i lokalna a rozwój zrównoważony"
- 2011 Nagroda Rektora SGH III stopnia za osiągnięcia w dziedzinie działalności organizacyjnej